# Boran-sur-Oise
Boran-sur-Oise és un municipi francès, situat al departament de l'Oise i a la regió dels Alts de França. L'any 2007 tenia 2.108 habitants.

## Demografia

### Població
El 2007 la població de fet de Boran-sur-Oise era de 2.108 persones. Hi havia 785 famílies de les quals 190 eren unipersonals (93 homes vivint sols i 97 dones vivint soles), 196 parelles sense fills, 282 parelles amb fills i 117 famílies monoparentals amb fills.
La població ha evolucionat segons el següent gràfic:
Habitants censats

### Habitatges
El 2007 hi havia 856 habitatges, 805 eren l'habitatge principal de la família, 17 eren segones residències i 34 estaven desocupats. 669 eren cases i 176 eren apartaments. Dels 805 habitatges principals, 528 estaven ocupats pels seus propietaris, 265 estaven llogats i ocupats pels llogaters i 12 estaven cedits a títol gratuït; 20 tenien una cambra, 72 en tenien dues, 132 en tenien tres, 237 en tenien quatre i 345 en tenien cinc o més. 583 habitatges disposaven pel capbaix d'una plaça de pàrquing. A 338 habitatges hi havia un automòbil i a 369 n'hi havia dos o més.

### Piràmide de població
La piràmide de població per edats i sexe el 2009 era:
| Homes | Edats   | Dones |
| ----- | ------- | ----- |
| 4     | 95 o +  | 0     |
| 0     | 90 a 94 | 0     |
| 8     | 85 a 89 | 24    |
| 12    | 80 a 84 | 24    |
| 16    | 75 a 79 | 36    |
| 24    | 70 a 74 | 40    |
| 24    | 65 a 69 | 44    |
| 44    | 60 a 64 | 48    |
| 52    | 55 a 59 | 20    |
| 68    | 50 a 54 | 88    |
| 80    | 45 a 49 | 88    |
| 80    | 40 a 44 | 88    |
| 80    | 35 a 39 | 128   |
| 92    | 30 a 34 | 60    |
| 60    | 25 a 29 | 48    |
| 68    | 20 a 24 | 44    |
| 93    | 15 a 19 | 117   |
| 104   | 10 a 14 | 97    |
| 72    | 5 a 9   | 88    |
| 68    | 0 a 4   | 20    |

## Economia
El 2007 la població en edat de treballar era de 1.414 persones, 1.038 eren actives i 376 eren inactives. De les 1.038 persones actives 962 estaven ocupades (507 homes i 455 dones) i 77 estaven aturades (37 homes i 40 dones). De les 376 persones inactives 111 estaven jubilades, 142 estaven estudiant i 123 estaven classificades com a «altres inactius».

### Ingressos
El 2009 a Boran-sur-Oise hi havia 787 unitats fiscals que integraven 2.067 persones, la mediana anual d'ingressos fiscals per persona era de 22.569 €.

### Activitats econòmiques
Dels 73 establiments que hi havia el 2007, 2 eren d'empreses extractives, 3 d'empreses alimentàries, 1 d'una empresa de fabricació de material elèctric, 3 d'empreses de fabricació d'altres productes industrials, 14 d'empreses de construcció, 10 d'empreses de comerç i reparació d'automòbils, 5 d'empreses de transport, 7 d'empreses d'hostatgeria i restauració, 1 d'una empresa d'informació i comunicació, 1 d'una empresa financera, 2 d'empreses immobiliàries, 9 d'empreses de serveis, 10 d'entitats de l'administració pública i 5 d'empreses classificades com a «altres activitats de serveis».
Dels 24 establiments de servei als particulars que hi havia el 2009, 1 era una oficina de correu, 1 una oficina bancària, 3 tallers de reparació d'automòbils i de material agrícola, 1 autoescola, 4 paletes, 1 guixaire pintor, 2 fusteries, 2 lampisteries, 1 electricista, 1 empresa de construcció, 3 perruqueries, 3 restaurants i 1 agència immobiliària.
Dels 6 establiments comercials que hi havia el 2009, 2 eren botiges de menys de 120 m², 3 fleques i 1 una joieria.
L'any 2000 a Boran-sur-Oise hi havia 8 explotacions agrícoles que ocupaven un total de 1.080 hectàrees.

## Equipaments sanitaris i escolars
L'únic equipament sanitari que hi havia el 2009 era una farmàcia.
El 2009 hi havia 1 escola maternal i 1 escola elemental.

## Poblacions més properes
El següent diagrama mostra les poblacions més properes.